# San Esteban del Valle
San Esteban del Valle es un municipio de España, en la provincia de Ávila, comunidad autónoma de Castilla y León. Situado en el Barranco de las Cinco Villas, al pie de la Sierra de Gredos, pertenece a la comarca del Valle del Tiétar.

## Toponimia
El nombre de la localidad proviene de San Esteban Protomártir, primer mártir cristiano, del siglo I d. C.. La localidad tiene dos patrones, el mencionado San Esteban y San Pedro Bautista —uno de los 26 mártires de Japón— que murió crucificado en Nagasaki.

## Símbolos
El escudo y bandera municipales fueron aprobados oficialmente el 30 de octubre de 2000. El blasón en el que se basa el escudo heráldico municipal es el siguiente:

«Escudo de forma española, cortado. Primero, en campo de gules, busto de San Pedro Bautista en oro, atravesado en sotuer de dos lanzas de plata, con palma de oro en la mano izquierda y cruz de oro en la mano derecha. Segundo, en campo de oro, un castaño sinople, arrancado y frutado de gules. Al timbre, corona real de España.»
Boletín Oficial de Castilla y León nº 29 de 09 de febrero de 2001

La bandera se define así:

«Bandera cuadrada, de proporción 1:1, roja y blanca por mitad horizontal y en su centro el escudo municipal en sus colores.»
Boletín Oficial de Castilla y León nº 29 de 09 de febrero de 2001

## Geografía
El término municipal de San Esteban del Valle linda con los de Navalosa, Serranillos, Pedro Bernardo, Mombeltrán, Santa Cruz del Valle y Villarejo del Valle. La máxima elevación del municipio se encuentra en la sierra de la Cabeza Aguda —una estribación de la Sierra de Gredos—, con una altitud máxima de 1872 m s. n. m. A lo largo del término municipal existen diversas gargantas y arroyos, entre ellas la garganta de Juarina. Los arroyos del Boquerón y de Garganta del Puerto de San Esteban pertenecen a la cuenca hidrográfica del Alberche —fluyen hacia el norte de la sierra de Gredos— y el resto a la del Tiétar, pertenecientes ambas a la cuenca hidrográfica del Tajo. Su territorio está representado en las hojas MTN50 578 (MTN25 578-II y 578-IV) y 555 (MTN25 555-IV) del Mapa Topográfico Nacional.
| Noroeste: Villarejo del Valle           | Norte: Navalosa                                  | Noreste: Serranillos    |
| Oeste: Mombeltrán y Villarejo del Valle |                                                  | Este: Pedro Bernardo    |
| Suroeste: Santa Cruz del Valle          | Sur: Santa Cruz del Valle y Mombeltrán (exclave) | Sureste: Pedro Bernardo |

El municipio de San Esteban del Valle presenta una precipitación media anual de 1246 mm y una temperatura media anual de 11,50 °C. La media de temperaturas mínimas del mes más frío es de 0,20 °C, y la de temperaturas máximas del mes más cálido de 30,40 °C.

## Historia
San Esteban era una aldea del señorío de Mombeltrán. Los primeros intentos de emancipación de San Esteban del Valle tuvieron lugar en 1434, la cual le fue denegada, aunque Álvaro de Luna concedió a la localidad el derecho de tener un alcalde pedáneo para la jurisprudencia de delitos menores. No sería hasta 1693 cuando a la localidad le fue concedido el privilegio de villazgo, por parte del rey Carlos II —el 30 de agosto de dicho año—, siendo la primera localidad del Barranco de las Cinco Villas en conseguirlo, a la que seguirían Villarejo del Valle en 1694 y Cuevas del Valle en 1695. La última de las poblaciones del Barranco en obtener la categoría de villa fue Santa Cruz del Valle, ya en 1792.

## Demografía
San Esteban del Valle cuenta con una población de 734 habitantes (INE 2024).
| Gráfica de evolución demográfica de San Esteban del Valle entre 1842 y 2021                                           |
| |
| Población de derecho según los censos de población del INE. Población de hecho según los censos de población del INE. |

## Monumentos y lugares de interés

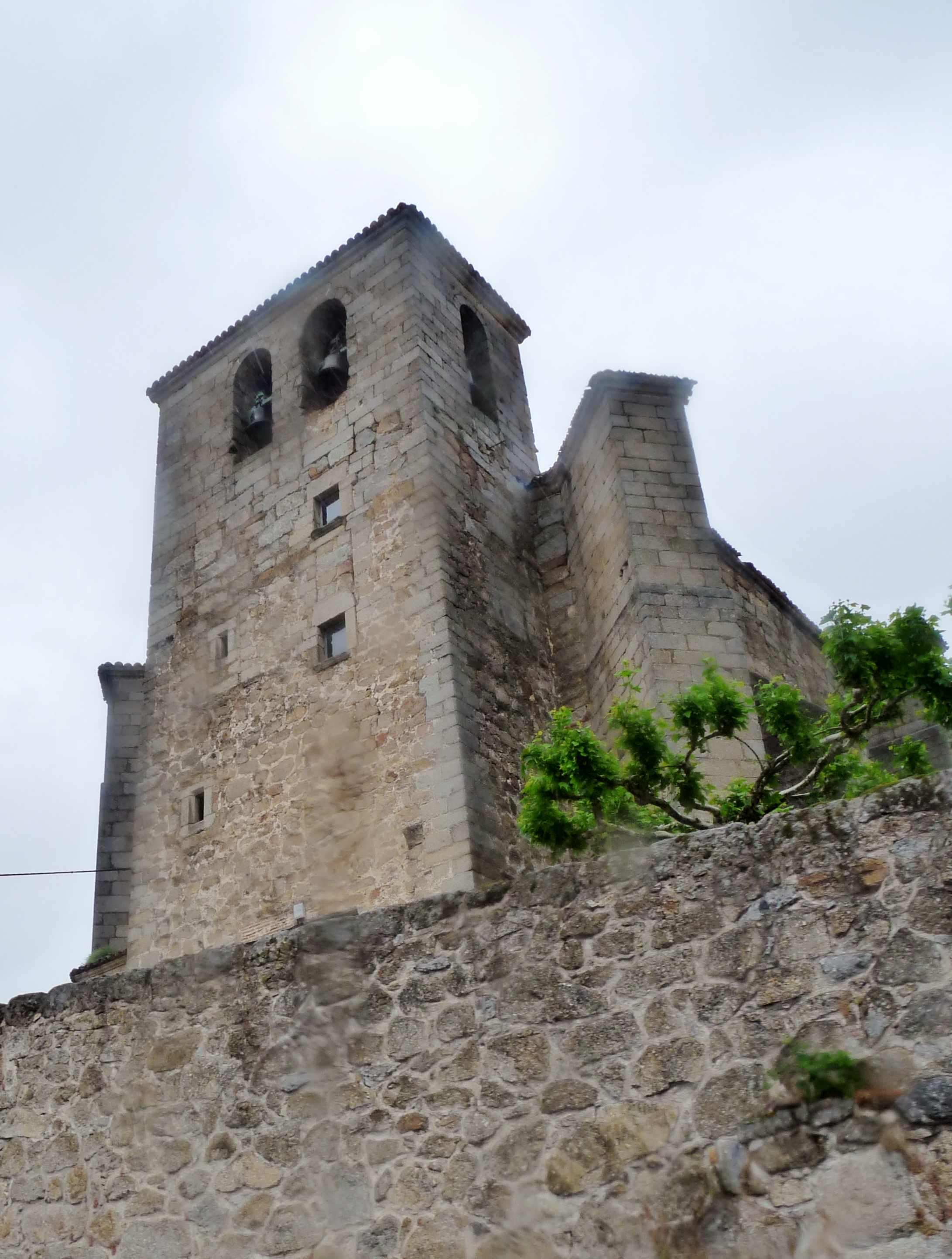
Iglesia de San Esteban Protomártir

- Iglesia de San Esteban Protomártir

La iglesia parroquial de San Esteban se levanta sobre un altozano que domina todo la localidad. Su construcción data del siglo XV y es de estilo gótico isabelino. La planta consta de una única nave rectangular, con dos tramos que finalizan el ábside. Su cubierta posee 3 bóvedas de crucería. La capilla mayor está construida en sillería y mampostería de piedra y está protegida por una reja de forja. Tiene un bonito campanario de 22 metros de alto y en su interior alberga 4 campanas Este edificio está declarado de interés histórico-artístico desde 1982.
- Ermita de San Pedro Bautista

Situada en el centro del pueblo. Fue construida con la aportación de los vecinos de la localidad, en lo que fue casa natal de San Pedro Bautista, y se terminó de construir en el año 1682. De estilo neoclásico, planta rectangular y construida en sillería de piedra. La portada consta de un arco de medio punto con columnas dóricas y corintias que terminan en pináculos, rematadas con una doble cornisa y tímpano. En el frente hay una pequeña imagen del Santo en bronce.
- Ermita de San Andrés

Está situada a aproximadamente medio kilómetro del núcleo urbano en dirección a Santa Cruz del Valle. Se piensa que pudo ser construida en el siglo XVI. Esta pequeña edificación construida en granito. En su interior existe una imagen del Santo Cristo de la Salud, que se saca de procesión en Semana Santa.
- Parque de Don Felipe Robles

Espacio arbolado situado en la zona céntrica de San Esteban del Valle, en él hay un busto de bronce de Felipe Robles Dégano —un escritor oriundo de la localidad— y se trata de uno de los lugares más frecuentados por los lugareños.
También se encuentra la fuente Génesis de Gredos (conjunto escultórico con dos águilas de bronce sobre piedra) obra del escultor cordobés Aurelio Teno, que residió esporádicamente en esta localidad.
- Casa consistorial

La casa consistorial —el ayuntamiento de la localidad— está situada en la plaza de España. Su construcción data del año 1726.[cita requerida]
- Rollo jurisdiccional o picota

El rollo de la localidad, que acredita su condición de villa, se encuentra situado en la carretera a Santa Cruz del Valle. Este rollo fue utilizado en su época para ahorcar a los condenados por cometer graves delitos.